# بوسبوهرا
بوسبوهرا فرمانروای محلی آرامی‌تبار بورسیپا در زمان حمله اعراب به ایران بود که در آغاز به شاهنشاهی ساسانی وفادار بود اما سپس برای حفظ قدرت تابع راشدین شد.

## زندگی
بسبوهره دهقان آرامی‌تبار بومی استان آسورستان ساسانی، فرزند سلوبه بن نیستونه بود. پدر بسبوهره شهروند ساسانیان بود و زمین‌دار شمرده می‌شد و سرزمینی در نزدیکی حیره، پایتخت پیشین لخمیان که دست‌نشاندگان ساسانیان بودند، در دست داشت، ولی در سال ۶۰۲ از قدرت برکنار شده بود.
در آغاز تاختن اعراب به ایران، بسبوهره (یا پدرش) با تازیان پیمان آشتی بست اینگونه که پولی از آنها بگیرد و به آنها در برابر ساسانیان کمک برساند.
بعدها در ساختن پلی از بسبوهره نام برده شد  که می‌گذاشت اعراب تا ژرفای سرزمین ساسانیان رخنه کنند.
با این همه، عرب‌ها سرانجام در نبرد پل شکست خوردند و اینگونه بسبوهره هم‌پیمانی خود را به سوی ساسانیان برگرداند.
او کوتاه‌زمانی در بورسیپا با اعراب نبرد کرد ولی در حالی‌که با نیزه آسیب دیده‌بود شکست خورد.
سپس به بابل گریخت و با سربازان و افسران ساسانی‌ای که از نبرد دیگری با اعراب در القادسیه جان به در برده بودند، دوباره گرد هم آمدند. با این همه، بسبوره پس از نبرد بورسیپا چون آسیب‌هایی دیده‌بود جان خود را از دست داد پیش از آنکه بتواند بار دیگر با اعراب نبرد کند.
گفته شده که بسبوهره دو پسر به نام‌های خالد و جمیل داشت که به جای کار برای سروران خانواده‌شان، ساسانیان، برای اعراب به کارزار رفتند.